# Dalibor Brazda
Dalibor Brazda   (Fryšták i Karviná, 9 de setembre de 1921 - Schlieren, 17 d'agost de 2005) va ser un compositor, arranjador i director de música txec / suís.
Nascut a Fryšták, Moràvia, va estudiar al conservatori de Brno (JAMU) i a l'Acadèmia de Música de Praga (AMU). Format en fagot, va tocar simultàniament en dues orquestres: lOrquestra de Cambra Txeca i el Teatre Nacional de Praga, i més tard a la Filharmònica Txeca i al Filmorchestra-Concert (FOK). Com a estudiant del famós director Rafael Kubelík, aviat va començar la seva carrera com a director al teatre Karlín de Praga, on va romandre durant 20 anys. Brázda va obtenir un gran èxit com a director convidat de "Every Man Opera" a Nova York amb Porgy and Bess.
Va esdevenir destacat als anys cinquanta i seixanta a Praga com a arranjador de "Supraphon". Els seus exuberants arranjaments de corda per a artistes populars com el cantant britànic Gery Scott, el pianista alemany Igo Fischer, l'orquestra de Karel Vlach i la cantant txeca Karel Gott són molt apreciats. La seva orquestra es va conèixer més tard com Dalibor Brázda Magic Strings.
Brázda també va dirigir l'enregistrament del repartiment alemany de Fiddler on the Roof a mitjans dels anys seixanta (publicat com Anatevka a CBS, Teldec i Decca) amb el Grosses Musical-Orchestre und Chor des Operettenhauses Hamburg, pel qual va guanyar un Gold Record Award. En lloc de tornar a Praga al final de les Anatevka-Performances a Hamburg, va emigrar a Dietikon (Suïssa, prop de Zuric), on va romandre fins a la seva mort el 2005. El 1985 es va convertir en suís.
El 2001 va rebre el primer Premi Cultural de Dietikon pel seu treball en educació musical per a joves i per la seva direcció musical durant 25 anys d'una orquestra de vent juvenil (Stadtjugendmusik Dietikon) i de la Stadtmusik Dietikon, una orquestra de vent també, per 15 anys.
Fins a la seva mort va treballar com a arranjador de diverses orquestres (DRS Big Band, Ambros Seelos, Hugo Strasser, Original Egerländer Musikanten i Trio Festivo).
El 27 de maig de 2006, el Stadtmusik Dietikon de Suïssa va celebrar un concert titulat "The Best Of Dalibor Brázda" com a homenatge a la seva grandesa musical.